# جائزة غرامي لأفضل أداء R&B تقليدي
جائزة الغرامي لأفضل أداء R&B تقليدي (بالإنجليزية: Grammy Award for best Traditional R&B performence)‏ هي جائزة تقدمها الأكاديمية الوطنية لتسجيل الفنون والعلوم (NARAS) سنويا ضمن حفل توزيع جوائز الغرامي،لأفضل أغنية موسيقى ريذم أند بلوز.بدأ العمل بالجائزة لأول مرة في سنة 1999.